# Tehomir
Tehomir – wieś w Rumunii, w okręgu Gorj, w gminie Slivilești. W 2011 roku liczyła 380 mieszkańców.